# Jon Korkes
Jon Korkes (Manhattan (New York), 4 december 1945) is een Amerikaans acteur.

## Carrière
Korkes begon met acteren in het theater, hij maakte in 1969 zijn debuut op Broadway in het toneelstuk The Penny Wars als Howie Clevenger. Hierna speelde hij nog eenmaal op Broadway, in 1971 speelde hij in het toneelstuk Unlikely Heroes als Sheldon Grosshart.
Korkes begon in 1970 met acteren voor televisie in de film The Out of Towners. Hierna heeft hij nog meerdere rollen gespeeld in films en televisieseries zoals Catch-22 (1970), The Day of the Dolphin (1973), The Front Page (1974), Getting Away with Murder (1996) en Oz (2001-2003).
Korkes is ook actief als leraar voor acteren in New York en woont nu in Greenwich Village.

## Filmografie

### Films
Uitgezonderd korte films.
- 2013 The Double – als inspecteur
- 2001 Riding in Cars with Boys – als adviseur
- 1996 Getting Away with Murder – als professor
- 1992 Highway Heartbreaker – als Jack Hudson
- 1990 Too Much Sun – als Fuzby Robinson
- 1990 Syngenor – als Tim Calhoun
- 1989 Worth Winning – als Sam
- 1988 Terrorist on Trial: The United States vs. Salim Ajami – als medewerker justitieafdeling
- 1981 Jaws of Satan – als dr. Paul Hendricks
- 1977 The Storyteller – als Randolph
- 1977 Between the Lines – als Frank
- 1976 Two-Minute Warning – als Jeffrey
- 1974 The Front Page – als Rudy Keppler
- 1974 The Carpenters – als Waldo
- 1973 The Day of the Dolphin – als David
- 1973 Cinderella Liberty – als corpsman
- 1973 The Blue Knight – als Arthur
- 1972 Un home est mort – als eerste havik
- 1971 Little Murders – als Kenny Newquist
- 1970 Catch-22 – als Snowden
- 1970 The Out of Towners – als Looter

### Televisieseries
Uitgezonderd eenmalige gastrollen.
- 2001–2003 Oz – als officier Tom Robinson – 6 afl.
- 1978 The Word – als Thad Crawford – miniserie
- 1977 Starsky and Hutch – als Terry Nash – 2 afl.